# Supertungvikt i grekisk-romersk stil i brottning vid olympiska sommarspelen 1996
Herrarnas brottningsturnering i grekisk romersk stil i viktklassen supertungvikt vid olympiska sommarspelen 1996 avgjordes i Atlanta i Georgia World Congress Center. 

## Medaljörer
| Klass         | Guld                         | Silver              | Brons                      |
| Supertungvikt | Aleksandr Karelin · Ryssland | Matt Ghaffari · USA | Sergei Mureiko · Moldavien |

## Resultat
Guld- och silvermedaljörerna korades genom en klassisk turnering där vinnaren i finalen erhöll guld, och förloraren silver. Förlorarna från omgång ett fram till semifinalen fick återkvala och vinnaren fick till slut brons.
- PA — Vinst genom att motståndaren skadats

### Huvudtabell

#### Runda 1
| Brottare 1              | Poäng  | Brottare 2                 |
| ----------------------- | ------ | -------------------------- |
| Rachid Belaziz (MAR)    | 0 - 8  | Tomas Johansson (SWE)      |
| Aleksandr Karelin (RUS) | 10 - 0 | Omrane Ayari (TUN)         |
| Sergei Mureiko (MDA)    | 12 - 1 | Laurentiu Amariei (ROU)    |
| Yogi Johl (CAN)         | 0 - 0  | Helger Hallik (EST)        |
| Guillermo Díaz (MEX)    | 0 - 10 | Panagiotis Pikilidis (GRE) |
| Petro Kotok (UKR)       | 5 - 0  | Rasul Dagvarel (TJK)       |
| Matt Ghaffari (USA)     | 7 - 1  | Shermuhammad Quziev (UZB)  |
| Liu Guoke (CHN)         | 0 - 3  | René Schiekel (GER)        |
| Kenichi Suzuki (JPN)    | 0 - 3  | György Kékes (HUN)         |
| Juha Ahokas (FIN)       |        | Bye                        |

#### Åttondelsfinaler
| Brottare 1              | Poäng | Brottare 2                 |
| ----------------------- | ----- | -------------------------- |
| Juha Ahokas (FIN)       | 2 - 0 | Tomas Johansson (SWE)      |
| Aleksandr Karelin (RUS) | 2 - 0 | Sergei Mureiko (MDA)       |
| Helger Hallik (EST)     | 0 - 3 | Panagiotis Pikilidis (GRE) |
| Petro Kotok (UKR)       | 0 - 3 | Matt Ghaffari (USA)        |
| René Schiekel (GER)     | 2 - 0 | György Kékes (HUN)         |

#### Kvartsfinaler
| Brottare 1                 | Poäng | Brottare 2              |
| -------------------------- | ----- | ----------------------- |
| Juha Ahokas (FIN)          | TO    | Aleksandr Karelin (RUS) |
| Panagiotis Pikilidis (GRE) |       | Bye                     |
| Matt Ghaffari (USA)        |       | Bye                     |
| René Schiekel (GER)        |       | Bye                     |

#### Semifinaler
| Brottare 1              | Poäng | Brottare 2                 |
| ----------------------- | ----- | -------------------------- |
| Aleksandr Karelin (RUS) | TO    | Panagiotis Pikilidis (GRE) |
| Matt Ghaffari (USA)     | 4 - 0 | René Schiekel (GER)        |

#### Final
| Brottare 1              | Poäng | Brottare 2          |
| ----------------------- | ----- | ------------------- |
| Aleksandr Karelin (RUS) | 1 - 0 | Matt Ghaffari (USA) |

### Återkval

#### Omgång 2
| Brottare 1                | Poäng | Brottare 2           |
| ------------------------- | ----- | -------------------- |
| Rachid Belaziz (MAR)      | 2 - 4 | Omrane Ayari (TUN)   |
| Laurentiu Amariei (ROU)   | 1 - 3 | Yogi Johl (CAN)      |
| Guillermo Díaz (MEX)      | 2 - 4 | Rasul Dagvarel (TJK) |
| Shermuhammad Quziev (UZB) | 6 - 1 | Liu Guoke (CHN)      |
| Kenichi Suzuki (JPN)      |       | Bye                  |

#### Omgång 3
| Brottare 1                | Poäng | Brottare 2            |
| ------------------------- | ----- | --------------------- |
| Kenichi Suzuki (JPN)      | 4 - 3 | Omrane Ayari (TUN)    |
| Yogi Johl (CAN)           | 0 - 2 | Rasul Dagvarel (TJK)  |
| Shermuhammad Quziev (UZB) | 1 - 1 | Tomas Johansson (SWE) |
| Sergei Mureiko (MDA)      | 4 - 0 | Helger Hallik (EST)   |
| Petro Kotok (UKR)         | 4 - 0 | György Kékes (HUN)    |

#### Omgång 4
| Brottare 1            | Poäng | Brottare 2           |
| --------------------- | ----- | -------------------- |
| Kenichi Suzuki (JPN)  | 8 - 0 | Rasul Dagvarel (TJK) |
| Tomas Johansson (SWE) | 0 - 3 | Sergei Mureiko (MDA) |
| Petro Kotok (UKR)     | 2 - 0 | Juha Ahokas (FIN)    |

#### Omgång 5
| Brottare 1           | Poäng  | Brottare 2           |
| -------------------- | ------ | -------------------- |
| Kenichi Suzuki (JPN) | 0 - 11 | Sergei Mureiko (MDA) |
| Petro Kotok (UKR)    |        | Bye                  |

#### Omgång 6
| Brottare 1                 | Poäng | Brottare 2          |
| -------------------------- | ----- | ------------------- |
| Panagiotis Pikilidis (GRE) | 1 - 3 | Petro Kotok (UKR)   |
| Sergei Mureiko (MDA)       | 5 - 0 | René Schiekel (GER) |

#### Bronsmatch
| Brottare 1        | Poäng | Brottare 2           |
| ----------------- | ----- | -------------------- |
| Petro Kotok (UKR) | 0 - 1 | Sergei Mureiko (MDA) |